# Arena Po
Arena Po – miejscowość i gmina we Włoszech, w regionie Lombardia, w prowincji Pawia.
Według danych na rok 2004 gminę zamieszkiwały 1572 osoby, 71,5 os./km².